# HD78922
HD78922 — подвійна зоря. 
Ця подвійна система має видиму зоряну величину в смузі V приблизно 5,6.
Вона розташована на відстані близько 212,5 світлових років від Сонця.

## Подвійна зоря
Головна зоря цієї системи належить до хімічно пекулярних зір й має спектральний клас A2.
Інша компонента має  спектральний клас  Зорі спектрального класу.

## Фізичні характеристики
Зоря HD78922 обертається 
досить швидко 
навколо своєї осі. Проєкція її екваторіальної швидкості на промінь зору становить  Vsin(i)=112км/сек.